# Josef Pukl
Josef Pukl (5. února 1921 Nevojice – 23. prosince 2006) byl český varhaník, varhanní improvizátor, klavírista, koncertní umělec, hudební skladatel a hudební pedagog.

## Život
Narodil se jako jediný syn Ludvíka Pukla, který byl nevojickým varhaníkem a vedl i zdejší chrámový sbor a orchestr. Už jako dítě se učil hrát na klavír a housle a zastupoval svého otce při varhanní hře. V roce 1936 odešel do Brna studovat hru na varhany na Státní hudební a dramatické konzervatoři, kterou absolvoval v roce 1940, absolventský koncert se uskutečnil v roce 1941. Poté se rozhodl dále pokračovat na konzervatoři ve studiu klavírní hry a po úspěšné přijímací zkoušce byl přijat hned do pátého ročníku. Roku 1942 byl totálně nasazen na práci v Německu, kde pracoval nejprve s budoucím hudebním skladatelem Janem Novákem v továrně Opel v Kolíně nad Rýnem a poté v rakouském Rohrau.
Po skončení druhé světové války se vrátil do vlasti a své studium klavírní hry ukončil roku 1946 absolventským koncertem. V letech 1947 až 1951 dále vystudoval varhanní hru na Hudební fakultě Janáčkovy akademie múzických umění (JAMU) v Brně. Od roku 1951 vyučoval na brněnské konzervatoři (prvních deset let jen externě) a později také vedl až do roku 1982 její varhanní oddělení; mezi jeho žáky patří například Aleš Rybka, Aleš Bárta, Zdeněk Pololáník, Kamila Klugarová či Hana Bartošová. V letech 1961 až 1991 rovněž působil na JAMU, a to jako učitel klavírní praxe a od roku 1971 i varhanní improvizace. Po celý život hrál na varhany při bohoslužbách, zejména v kostele sv. Jiljí v Brně-Komárově. Vytvořil také varhanní doprovod k několika desítkám písní v jednotném kancionále (s ohledem na dobové poměry přitom použil pseudonym František Dobeš). Jako koncertní umělec uskutečnil přes 700 vystoupení, a to i v zahraničí.

## Ocenění
Roku 2001 obdržel Cenu města Brna.